# サン人

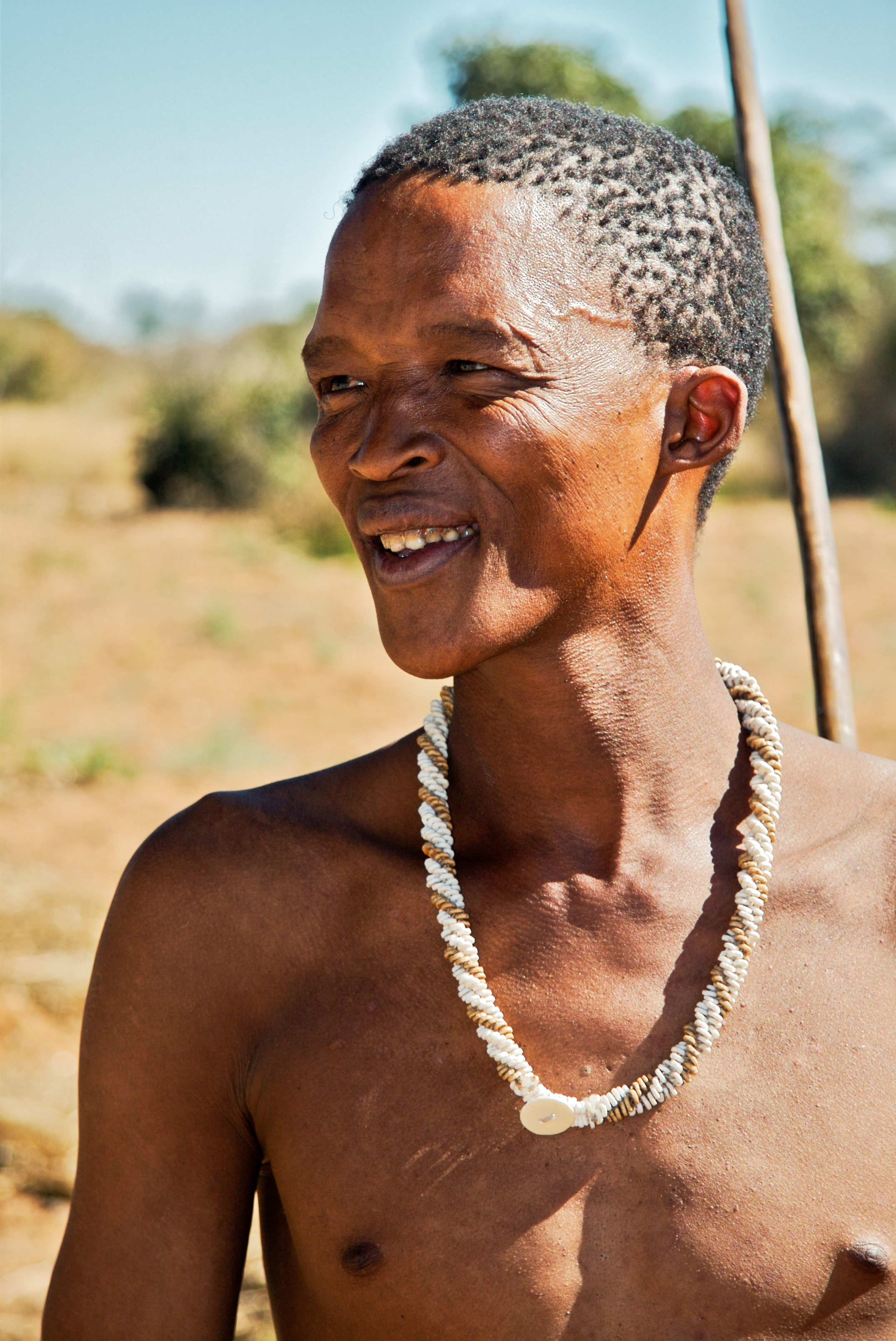
サン人の男性

サン人（サンじん、San）は、南部アフリカのカラハリ砂漠に住む狩猟採集民族である。砂漠に住む狩猟採集民族は大変少なく、現在ではこのサン人ぐらいしかいない。
かつて3000〜2000年前くらいまでは、南部アフリカから東アフリカにかけて広く分布していた。しかし、バントゥー系の人々や白人の進出により激減し、現在はカラハリ砂漠に残っているだけである。近年の遺伝子解析では人類の祖先と目されている。
サバンナで生活するサン人は「地球最古の人類」とも呼ばれ、移動する狩猟採集民族として20世紀には数多くの生態人類学者の観察対象となった。

## 概要
人口は約10万人。言語はコイサン語族。吸着音あるいはクリック音（舌打ちをするようにして発音される音）とよばれる類型に分類される非常に多様な音を普通の子音として使用する言語である。言葉を構成する音素は世界最多の200以上であり、世界一難しい言語と言われる（日本語の音素は21・英語の音素は46）。コイコイ人とは身体特性、言語、文化など著しく類似している。

## 呼称
かつてオランダ人により Bosjesman（藪の民）と名づけられ、英訳されブッシュマン（Bushman）となったが、侮蔑を含む呼び方であるとされる。しかし研究者やサン人自身の中には、「カラハリの叢林に住む自由人」という意味を込めてブッシュマンと呼ぶ人もいる。
サン (San) またはサーン (Sann, Sān) は、コイコイ人やナマ人による呼び名である。これらは通性複数だが、男性複数のサンクア（サンカ） (Sanqua)・ソアクア (Soaqua)・ソンクア (Sonqua) でも呼ばれる。これらは英語やオランダ語では17世紀ごろまで使われていた古い呼び名で、18世紀にブッシュマンに取って代わられた。しかし1970年代から政治的正しさによりブッシュマン（この呼び名には性別問題もある）が忌避されると、再び「サン」が使われ始めた。
ツワナ語起源のマサルワ (Masarwa) またはバサルワ(Basarwa) でも呼ばれ、サン同様、1970年代からブッシュマンに代わりバサルワが使われ始めた。
北部の住民はクン (!Kung) とも呼ばれる。

## 身体的・遺伝的特徴
平均身長は男子で約155cmと低身長であるものの、身長150cm以下のピグミーではない。毛髪は極端に縮れた毛で、内部に多量の脂肪組織の蓄積のために後方に突出している臀部を持っている。皮膚は黄褐色でしわが多く、突出した頬骨をもつ。人種5大区分ではカポイドとされる。アフリカの最古の住民であると考えられており、最も古くに分岐したY染色体ハプログループA系統が高頻度に見られる。

## 文化

### 言語
コイコイ人やサン人の話すコイサン諸語は現代ではひとつの語族としては認められていない。かつてジョーゼフ・グリーンバーグは吸着音を持つアフリカ諸言語のうちバントゥー語群やクシ語派に属さない言語をひとまとめにして「コイサン語族」としたが、ウェストファル (Ernst Oswald Johannes Westphal) はこれを否定し、南部アフリカのコイサン諸語をホッテントット、ジュ(Ju)、タア(Taa)、クィ(ǃKwi)の4つの語族に分けた。現在ではこのうちタアとクィはひとつの語族にまとめられ、Kx'a（北部）、コエ語族（中部）、ツウ語族（南部）の3つの語族に分けられている。このうちKhoeは基本的にコイコイ人（ホッテントット）の言語であるが、サン人の一部の言語もここに属する。

### 社会
親族関係に基づく40–50人単位ぐらいの数家族の集団が集まったり離れたりしながら移動生活をする。一ヶ所のところに数日から一ヶ月程度しかいない。その間の住居は、半球状の草葺き小屋を簡単に作って住む。
警察や裁判にあたるものはなく、集団を取りまとめるリーダーが存在しない無頭社会である。また、職業や身分、地位の差もない。男が狩猟をして、女が採集するといったような性別や年齢による役割の違いはあるものの、社会を築いている構成員は対等な関係である。
親族の体系は性と世代によって二分される。父の兄弟を父、母の姉妹を母と呼ぶ。冠婚葬祭、成人式などの通過儀礼は簡単にすまし、派手な祭りなどは行わない。

### 宗教
無数の神々の頂点に立つ天空神で創造神であるカアング、病気や死の原因となる悪霊を信じているが、アニミズム（原始宗教）であり、統一された体系的な宗教は持っていない。

## 近代化の影響
1990年代以降、世界的なグローバリゼーションとボツワナ政府の福祉向上、動植物保護、さらには鉱物資源開発を名目とした近代化政策の影響により、中央カラハリ動物保護区などの保護区域外への定住化が進むなど、サン人の生活は大きく変わりつつある。
21世紀には農耕、牧畜など定住生活を行っている人々が多数となり、かつてのような狩猟採集で生活しているサン人はほとんどいないと見られている。
しかし、サン人の多くは貨幣経済生活になじめず、失業、伝統文化の消失などが社会問題化している。
定住化によって起こるストレスと現金経済の浸透から、酒が絡んだ暴力事件や自殺が顕著となっている。
タボ・ムベキと親交があったサン族の指導者ダヴィド・クルイパーは南アフリカのアパルトヘイト廃止の流れに乗り、1994年に国連でサン人の代表としてサン人の保護を訴え、1999年には4万ヘクタールの土地返還を成功させている。
保護区域内においても、自生するフーディアなどの薬用植物の採取や、オリックスなどの動物の狩猟が違法とされ逮捕される事例が相次いでいる。フーディア製品の商品化にユニリーバ社などが取り組み高い利益をあげているが、地元への還元はなく社会問題になっている。

## サン人をテーマにした作品
- アメリカ人映画制作者のジョン・マーシャル（英語版）はカラハリ砂漠に住むサン人のグループ、Juǀʼhoansiの1950年〜2000年の50年間の様子を撮影した。伝統的な生活様式だけでなく、ナミビアの独立の前後において現地の政治的および経済的状況の変化を記録する膨大な映像人類学の視聴覚記録は2009年にUNESCOの世界の記憶に登録された[12]。
- ニカウ - 1980年公開映画『ミラクル・ワールド ブッシュマン』シリーズ（第一作は後に改名して「コイサンマン」（コイコイ人、サン人に由来））（en:The Gods Must Be Crazy）の主演者。
  - もえろブッシュマンゲーム - 上記の映画及び続編が日本で公開された時期にバンダイから小型廉価版のボードゲームパーティージョイシリーズの一つとして発売されたボードゲーム。
- ベッシー・ヘッド - ボツワナの作家。サン人の女性を中心とした小説『マル（英語版）』を発表した。
- 日本テレビ放送の世界の果てまでイッテQ!のコーナー、珍獣ハンターイモトワールドツアーにて、サン族を世界で一番難しい言語を話すとしてとりあげられた。